# 9244 Višnjan
9244 Višnjan eller 1998 HV7 är en asteroid i huvudbältet som upptäcktes den 21 april 1998 av de båda kroatiska astronomerna Korado Korlević och Petar Radovan vid Višnjan-observatoriet. Den är uppkallad efter den kroatiska byn Višnjan.
Asteroiden har en diameter på ungefär 6 kilometer och den tillhör asteroidgruppen Koronis.